# 丘斯滕迪爾市鎮

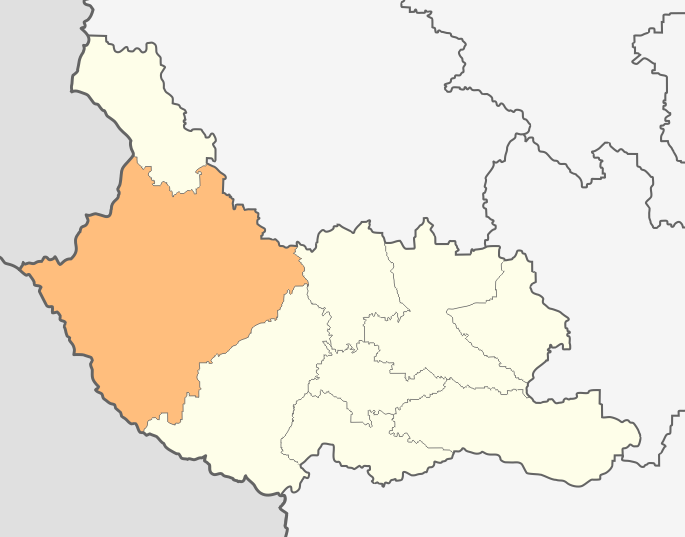

丘斯滕迪爾市，是保加利亞的城鎮，位於該國西部，由丘斯滕迪爾州負責管轄，首府設於丘斯滕迪爾，面積979.91平方公里，2011年人口60,681，人口密度每平方公里61.9人。
42°17′N 22°41′E / 42.283°N 22.683°E